# XYY-syndrom
XYY-syndrom är ett genetiskt tillstånd när en man har en extra Y könskromosom.

## Fysiska drag
Oftast leder denna kromosomförändring inte till några ovanliga fysiska drag eller hälsoproblem. Personer med XYY är oftast längre än medellängden och flera centimeter längre än sina syskon och föräldrar. I några tidiga rapporter upptäckte man akne, men dermatologer specialiserade på akne tvivlar nu på något samband.
Testosteron-värden är normala hos XYY-män. De flesta XYY-män har normal sexuell utveckling och normal fertilitet. Eftersom XYY inte märks genom tydliga fysiska drag, upptäcks tillståndet oftast genom att man genomför någon annan genetisk undersökning.

## Beteende
XYY-pojkar (och män) har en ökad risk för inlärningssvårigheter och fördröjda tal- och språkfärdigheter. Senare utveckling och uppträdandeproblem är också möjliga, men det varierar stort och är inte helt unikt för XYY.
Tidigare trodde man att eftersom XYY-män var överrepresenterade i fängelser, så berodde detta på att XYY-män var våldsammare. Anledningen har i stället visat sig vara att XYY-män i medel har lägre IQ och därför oftare blev bestraffade. De är dessutom markant längre, vilket underlättade identifiering.

## Orsak
XYY ärvs inte utan tillkommer genom en mutation i tillverkningen av spermier. Det blir en förändring vid delningen som medför att spermien får två Y-kromosomer till skillnad från det normala tillståndet, med en Y-kromosom.

## Förekomst
Ungefär en av tusen pojkar föds med XYY, oberoende av föräldrarnas ålder.

## Upptäckt
Första rapporten om en man med XYY gjordes 1961 av Dr. Avery A. Sandberg och hans medarbetare i Buffalo, New York. Detta upptäcktes av en slump när en karyotyp gjordes av en 44-årig man, eftersom hans dotter hade Downs syndrom.